# NGC 7721
NGC 7721 ist eine Spiralgalaxie vom Hubble-Typ Sc im Sternbild Aquarius auf der Ekliptik. Sie ist schätzungsweise 94 Millionen Lichtjahre von der Milchstraße entfernt und hat einen Durchmesser von etwa 75.000 Lichtjahren.
Die Typ-Ia-Supernova SN 2007le wurde hier beobachtet.
Das Objekt wurde am 10. September 1785 von Wilhelm Herschel entdeckt.

## NGC 7721-Gruppe (LGG 481)
| Galaxie   | Alternativname | Entfernung/Mio. Lj |
| --------- | -------------- | ------------------ |
| NGC 7721  | PGC 72001      | 94                 |
| PGC 72006 | MCG -01-60-016 | 96                 |
| PGC 72252 | MCG -01-60-026 | 98                 |